# Montañas Silvermines
Las montañas Silvermines (gaélico, Sliabh an Airgid) son una cordillera situada en los condados de Tipperary y Limerick en la República de Irlanda. Su pico más alto es Keeper Hill, también llamado Slievekimalta, con una altura de 694 m s. n. m. (metros sobre el nivel del mar). El pueblo de Silvermines se encuentra al norte de Keeper Hill y ha sido un centro minero desde, al menos, el siglo XIV.